# 37
37. је била проста година.

## Догађаји

### Март
- 18. март — Два дана након смрти цара Тиберија, Римски сенат поништава његов тестамент и проглашава Калигулу за римског цара.

## Рођења
- 15. децембар — Нерон, римски цар (у. 68)
- Јосиф Флавије, римско-јеврејски историчар (у. 100)

## Смрти
- 16. март — Тиберије, римски цар (р. 42. п. н. е.)
- Јесен – Антонија Млађа, мајка Германика и Клаудија, извршила је самоубиство или је убијена.
- Албуцила је била племенита Римљанка која је водила раскалашен живот и била је оптужена за непоштовање закона. Датум смрти је оквиран.
- Луције Арунције - конзул Римског царства 6. године; извршио самоубиство.
- Марко Јуније Силан је био суфект конзул Римског царства 15. године; убијен по Калигулином наређењу.
- Тиберије Гемел је био Тиберијев унук и Калигула га је доживљавао као ривала. Убијен по Калигулином наређењу.
- Марободус, вођа Маркомана, умире у изгнанству.